# Descendants: Wicked Wonderland
Série Descendants
L'Ascension de Red
(2024)
Pour plus de détails, voir Fiche technique et Distribution.
Descendants: Wicked Wonderland est téléfilm américain de la collection des Disney Channel Original Movie réalisé par Kimmy Gatewood et dont la diffusion est prévue pour 2026 sur Disney Channel puis le lendemain sur le service Disney+ dans le reste du monde.
Il s'agit du cinquième film de la franchise Descendants, qui s'inspire des personnages des films du studio Walt Disney Pictures en mettant en scène leurs descendants, et d'une suite directe à Descendants : L'Ascension de Red (2024), précédent volet qui servait de spin-off à la trilogie originale.

## Synopsis
Quelque temps après le voyage dans le temps de Red et Chloe pour empêcher la Reine de Cœur de devenir méchante, le pays des merveilles accueil les Kingdom Cup Games. Néanmoins, les jeunes filles vont devoir assumer les conséquences pour avoir modifié le futur et affronter un nouveau méchant.

## Fiche technique
- Titre original : Descendants: Wicked Wonderland
- Réalisation : Kimmy Gatewood
- Scénario : Tamara Chestna, Dan Frey et Ru Sommer, d'après les personnages des films du studio Walt Disney Pictures
- Chorégraphie : Emilio Dosal
- Production : Wendy S. Williams
- Producteurs délégués : Gary Marsh et Suzanne Todd
- Sociétés de production : Suzanne Todd Productions, Potato Monkey Productions, GWave Productions, LLC et Disney Channel
- Sociétés de distribution : Disney+
- Pays d’origine :  États-Unis
- Langue originale : anglais
- Format : couleur
- Genre : Musical et fantastique
- Dates de sortie : 2026 sur Disney Channel (Dates sujettes à modification)

 Sauf indication contraire, les informations mentionnées dans cette section peuvent être confirmées par la base de données cinématographiques IMDb,  présente dans la section « Liens externes ».

## Distribution

### Les descendants
- Kylie Cantrall : la princesse Red, la fille ainée de la Reine de Cœur et la grande sœur de Pink
- Malia Baker : la princesse Chloe Charmant, la fille de Cendrillon et du Prince Charmant et la sœur de Chad (Chloe Charming en V.O.)
- Leonardo Nam : le Chapelier Maddox, le fils du Chapelier Fou et le père de Max (Maddox Hatter en V.O.)
- Liamani Segura (en) : la princesse Pink, la fille cadette de la Reine de Cœur et la petite sœur de Red
- Brendon Tremblay : Max Hatter, le petit fils du Chapelier Fou et le fils de Maddox
- Alexandro Byrd : Luis Madrigal, le fils de Luisa Madrigal
- Kiara Romero : Hazel Crochet, la fille du Capitaine Crochet et la sœur d'Harry et CJ (Hazel Hook en V.O.)
- Zavien Garrett : Felix Facilier, le fils du Dr Facilier et le frère de Celia et Freddie
- Joel Oulette (en) : Robbie des Bois, le fils de Robin des Bois
- Dayton Paradis : Asticot, le premier fils de Monsieur Mouche (Squeaky en V.O.)
- Ryan McEwen : Vermisseau, le second fils de Monsieur Mouche (Squirmy en V.O.)

### Les gentils
- Rita Ora : Bridget, la Reine de Cœur
- Brandy Norwood : Ella / Cendrillon
- Paolo Montalban (en) : le Prince Charmant
- Melanie Paxson : Fay, la Fée marraine

## Production

### Développement
En juillet 2024, peu après la sortie de Descendants : L'Ascension de Red, la productrice Suzanne Todd annonce qu'une suite est en développement et que la phrase prononcée par Uma à la fin du téléfilm était volontaire afin de laisser une fin ouverte au téléfilm.
En février 2025, la pré-production est officiellement lancée et une sortie est programmée pour l'année 2026.

### Attribution des rôles
Lors de l'annonce du lancement en février 2025, il est confirmé que Kylie Cantrall, Malia Baker et Leonardo Nam reprendront leurs rôles.
Liamani Segura (en), Brendon Tremblay, Alexandro Byrd et Kiara Romero sont également annoncés dans les rôles de nouveaux descendants. En mars 2025, Zavien Garrett et Joel Oulette (en) viennent completer la distribution, tandis que Dayton Paradis et Ryan McEwen signent pour reprendre les rôles des fils Monsieur Mouche qui étaient déjà apparus dans Descendants 3 mais interprétés par des acteurs plus jeunes.
En mai 2025, les retours de Rita Ora, Brandy Norwood, Paolo Montalban (en) et Melanie Paxson sont confirmés.

### Tournage
Le tournage du film a débuté en mars 2025 à Vancouver au Canada et s'est terminé en mai 2025.